# タウリカ

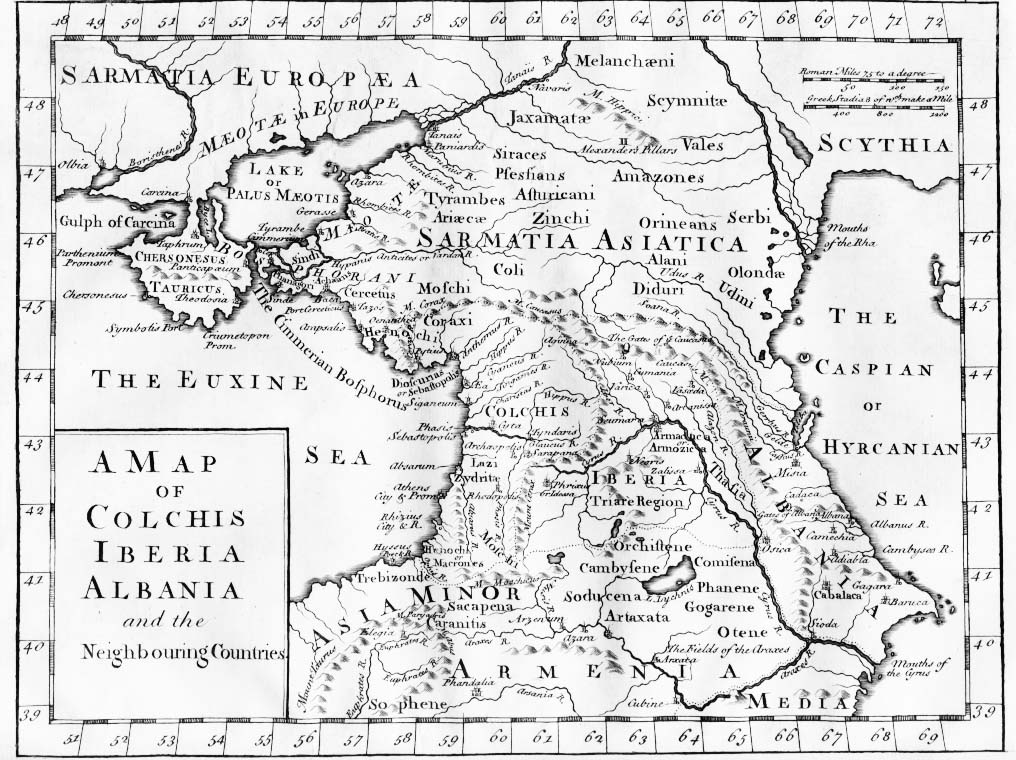
古代のタウリカとその周辺。ロンドンで印刷された地図（1770年頃）

タウリカ（古代ギリシア語: Ταυρίς, Ταυρίδα）は、古典古代のクリミア半島を指した地名である。この地名は近世まで用いられた。
古代ギリシア人は、この半島の住民であったタウロイ人の民族名からタウリカの地名を名づけ、クリミア半島はギリシア語で「半島」を意味する「ケルソネソス」という単語を用いて、タウリケ・ケルソネソス (Ταυρικὴ Χερσόνησος (Taurikē Khersonesos)) またはケルソネソス・タウリケ (Χερσόνησος Ταυρική (Khersonesos Taurikē)) と呼ばれた。この地名がラテン語化してケルソネスス・タウリカ (Chersonesus Taurica) となり、単にタウリス (Tauris) とも呼んだ。また、この地名のロシア語化したものが近現代にクリミア半島の別名として用いられるタヴリダ (Таврида) である。

## ギリシア神話

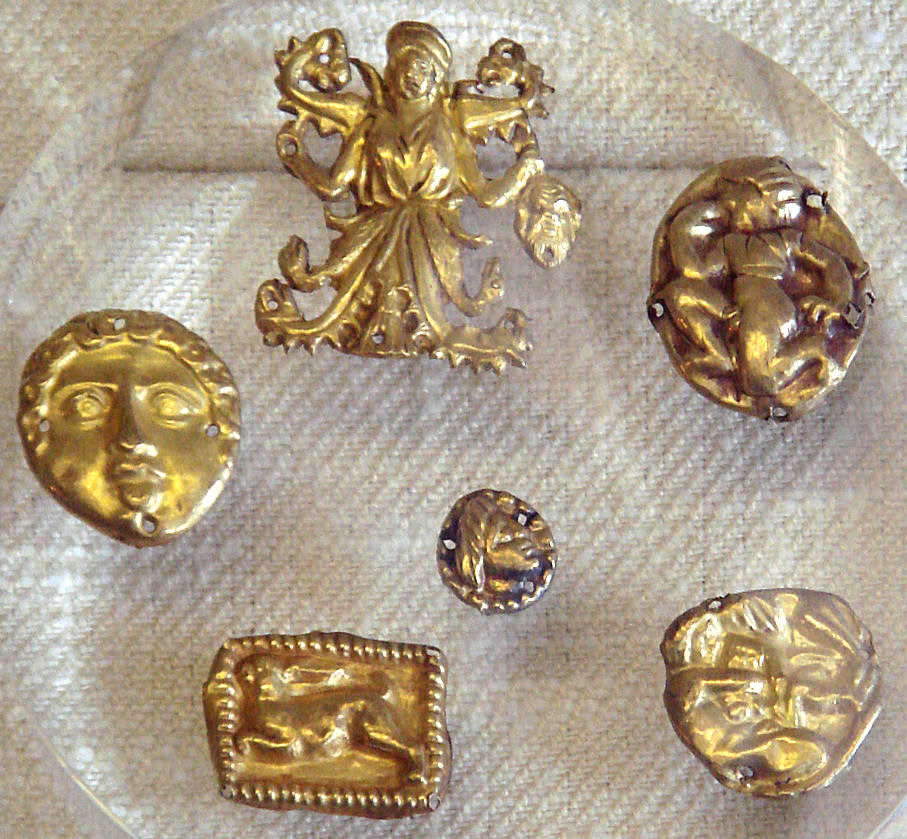
クリミア半島東部のクル・オバ遺跡で発掘されたスキタイの金製品

ギリシア神話において、タウリカは父王アガメムノンによって生贄に捧げられたミケーネの王女イピゲネイアが、女神アルテミスに救い出されてから送り込まれた地として登場する。アガムメノンはトロイ戦争に出征しようとしたとき、逆風が吹いて船が出せなかったため、アルテミスの怒りを鎮めるために娘イピゲネイアを差し出した。死の間際に王女を憐れんだアルテミスは、彼女の命を救い、タウリカにおける自分の神殿の神官とする。神殿でイピゲネイアは捕らえられた外国人を生贄にする役をつとめていたが、そこに生贄としてつれてこられた弟のオレステスと再会し、女神の助けを得てギリシアへと帰国する:19。

## ギリシア人入植以前のタウリカ
タウリカの最初の住人は、史料によると、キンメリア人であった。ヘロドトスの『歴史』、ストラボンの『地理誌』に記されるところによれば、紀元前7世紀にアラクセス川（ヴォルガ川）を渡河してきたアジアの遊牧民スキタイ人によって追い払われてタウリカに逃げこんだキンメリア人は、山岳部（トラペズス山）に避難し、のちにタウロイとして知られるようになった。前述のとおり、タウリカの地はこのタウロイ人に由来している。スキタイはタウリカ内陸部のステップまで支配した。
アケメネス朝のダレイオス1世がスキタイ征伐を行なうと、スキタイは周辺諸族に使者を送って諸民族を糾合しようとしたが、タウロイは「スキタイの言うことは信用できない」として協力を断った。

## タウリカの植民都市

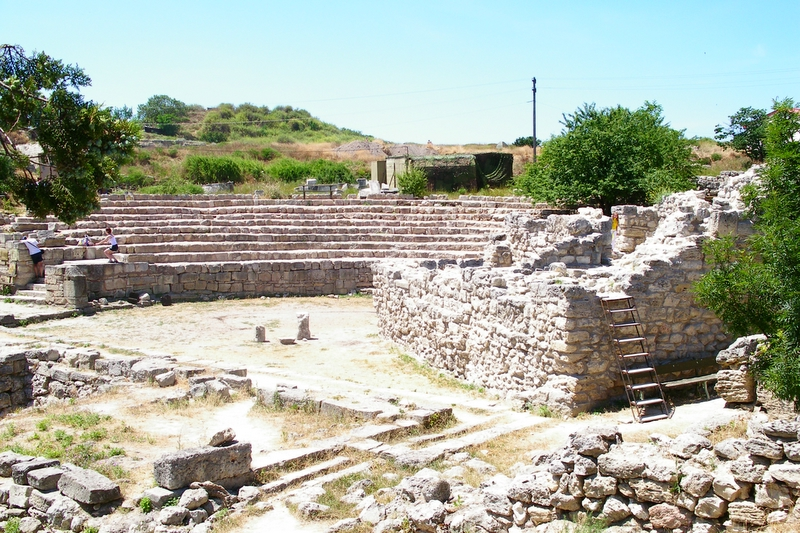
ギリシア人の植民地ケルソネソスの遺跡、セヴァストポリ

紀元前5世紀に黒海北岸に建設されたギリシア人の植民都市

ギリシア人の植民者は、紀元前6世紀に半島沿岸部にテオドシア（現在のフェオドシヤ）やパンティカパイオン（現在のケルチ）など数多くの植民都市を建設した。その中でも有名なものが、現在のセヴァストポリ近郊にあったケルソネソスである。ヘラクレア・ポンティカからのドーリア人がケルソネソスへ、ミレトスからイオニア人がテオドシアというように植民者が定着した。
植民都市のもとで、肥沃なアゾフ海沿岸からギリシアへと穀物や蜂蜜を運ぶ交易路が成立すると、植民都市の相互連帯が進んでギリシアの母都市から自立し始めた。紀元前5世紀前半にアゾフ海と黒海を繋ぐ「キンメリオス・ボスポロス」（キンメリア海峡）と呼ばれた現在のケルチ海峡を押さえる位置にあるパンティカパイオンを中心にボスポロス王国が成立した:20。ボスポロス王国の王はアテナイと密接な関係を持ち、小麦などの産物を供給していた。
歴史家ディオドロスによると、この地域は紀元前480年から438年までアルカイアナクス家が統治していたが、トラキア人の僭主、スパルトコス（在位紀元前438年-431年）に取って代わられ、彼の王朝が紀元前110年頃まで続いた。
スポルトコス朝最後のボスポロス王ペリサデス5世は、紀元前114年、スキタイ人の脅威に直面して、黒海南岸のポントス王国王ミトリダテス6世の保護下に入った。紀元前1世紀、ローマのポンペイウスに敗れたミトリダテスは、コルキス（現在のグルジア）からコーカサス山脈を超えてボスポロス王国の支配者（副王）になっていた長男のマカレスを頼った。マカレスが非協力的だったためミトリダテスは彼を殺してボスポロス王国を支配したが、別の息子ファルナケス2世に殺害された。
ポンペイウスはファルナケス2世をポントスとボスポロスの王と認め、タウリカはローマ帝国の支配下に入った。ファルナケス2世はポンペイウスとガイウス・ユリウス・カエサルとの内戦に参加してカエサルに敗れた。力を失ったポントス王国はやがて解体されたが、タウリカのボスポロス王国はローマの支配下でその後も命脈を保った。